# SS Keewatin
Le SS Keewatin était un paquebot qui naviguait autrefois entre Port Arthur/Fort William (maintenant Thunder Bay) sur le lac Supérieur et Port McNicoll sur la baie Georgienne du lac Huron en Ontario, Canada. Le paquebot transportait des passagers entre ces ports pour le service de bateau à vapeur des Grands Lacs du Canadian Pacific Railway et également des marchandises emballées pour le chemin de fer dans ces ports.

## Historique
Construit par Fairfield Shipbuilding and Engineering Company en Écosse sous le nom de coque n°453, Keewatin a été lancé le 6 juillet 1907 et est entré en service l'année suivante. Keewatin a navigué à Owen Sound, au sud-ouest de l'Ontario par ses propres moyens. Il a été réduit de moitié à Lévis, au Québec, parce que les canaux sous le lac Érié, en particulier le canal Welland, ne pouvaient pas accueillir de navires aussi long. Le navire a été remonté à Buffalo.

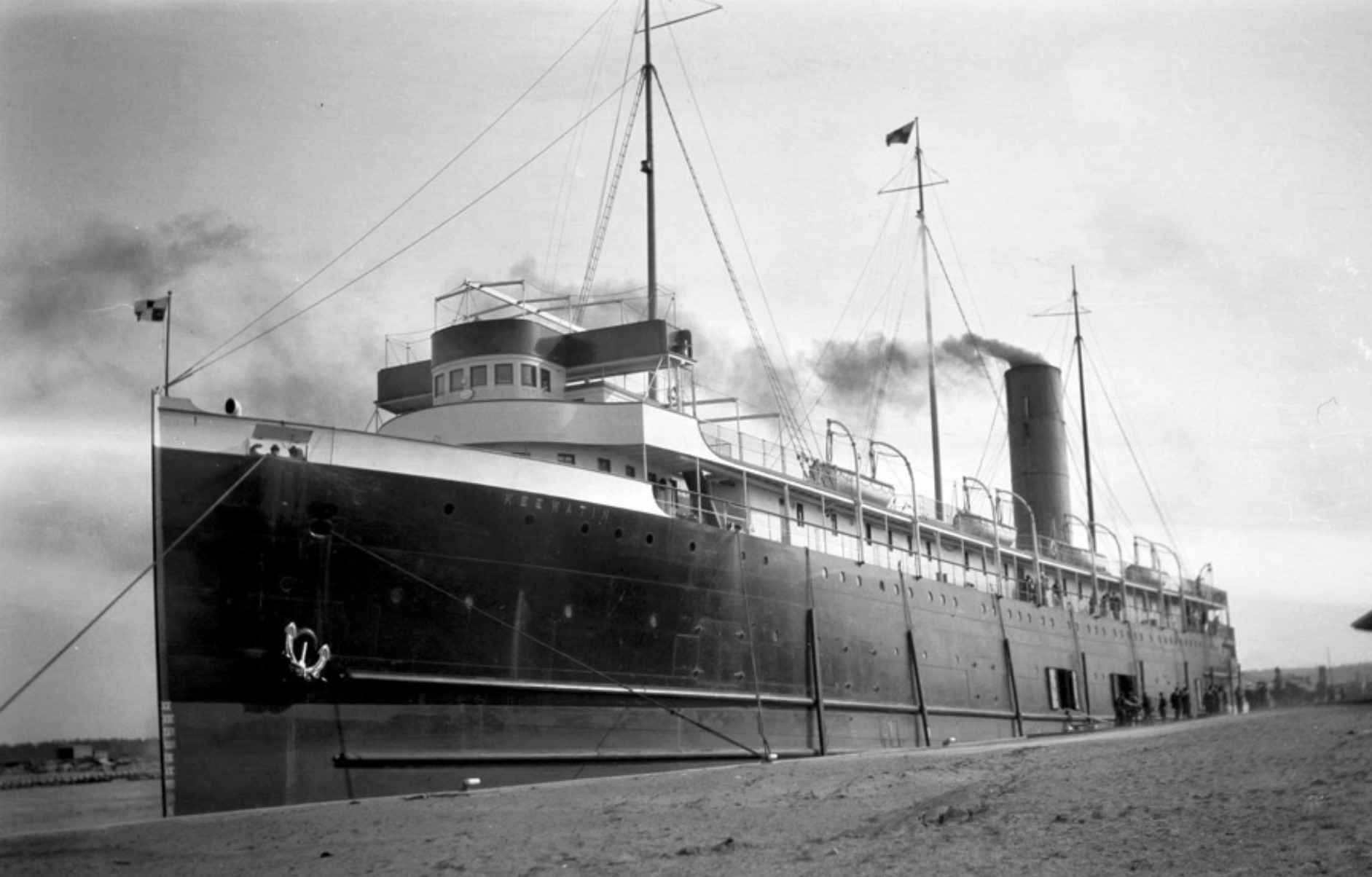
Keewatin dans les années 1910

Keewatin a fonctionné sans interruption pendant près de 60 saisons, prenant sa retraite en 1966. Peu de temps après, il a été acquis pour la conservation historique aux États-Unis. Son navire jumeau, Assiniboia, devait également être préservé en tant qu'attraction, mais brûlé en 1971 et mis au rebut.
Au cours des vingt dernières années de sa vie professionnelle, comme de nombreux navires à passagers de cette époque sur les Grands Lacs, le Keewatin et Assiniboia ont opéré sous des réglementations strictes imposées aux bateaux à vapeur à cabines en bois à la suite de la catastrophe du SS Noronic en 1949. Ces paquebots de nuit ont continué de naviguer pendant le déclin du trafic de passagers sur les lacs dans les années d'après-guerre. Alors que les passagers optaient pour des modes de transport plus fiables et plus rapides, Keewatin et Assiniboia ont été retirés du trafic de passagers en 1965, poursuivant leur service de fret uniquement jusqu'en septembre 1967. Avec le SS South American (en) et le SS Milwaukee Clipper, Keewatin fut l'un des derniers navires à passagers de style du début du siècle des Grands Lacs.

## Préservation
Keewatin a finalement été déplacée à Douglas (Michigan), en 1967, où il est devenu un navire musée de l'autre côté de la rivière depuis la retraite d'été de Saugatuck (Michigan). En juillet 2011, Keewatin a été acheté par  Skyline International Developments Inc sur la rivière Kalamazoo et déplacé vers l'embouchure de la rivière et du lac Michigan le 4 juin 2012. Avec un équipage de dix personnes, il a été remorqué au Canada et est arrivé à Port McNicoll le 23 juin 2012. La date est significative car c'était 45 ans après que Keewatin ait quitté Port McNicoll le 23 juin 1967 et 100 ans après le 12 mai 1912, la date à laquelle il a commencé à travailler du même quai. La ville a organisé la célébration. Il a subi des restaurations majeures avant d'être ouvert aux visites publiques.
Le navire est également devenu un décor flottant pour un certain nombre de documentaires et de docudrames télévisés liés à la mer, y compris des sujets impliquant le paquebot torpillé Lusitania, le navire de croisière des Bahamas brûlé Yarmouth Castle , l'Empress of Ireland du Canadien Pacifique, ainsi que le Titanic. Il a également été largement utilisé dans un épisode de Les enquêtes de Murdoch .

## Galerie

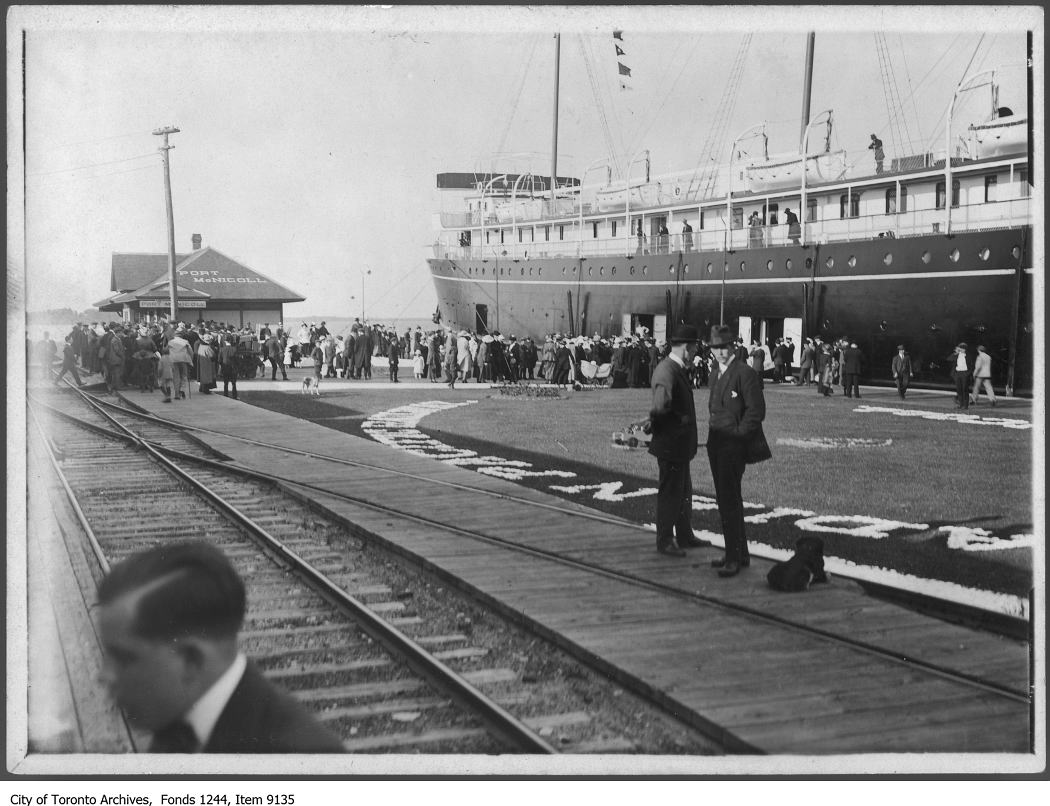
Keewatin à Port MacNicoll en 1913
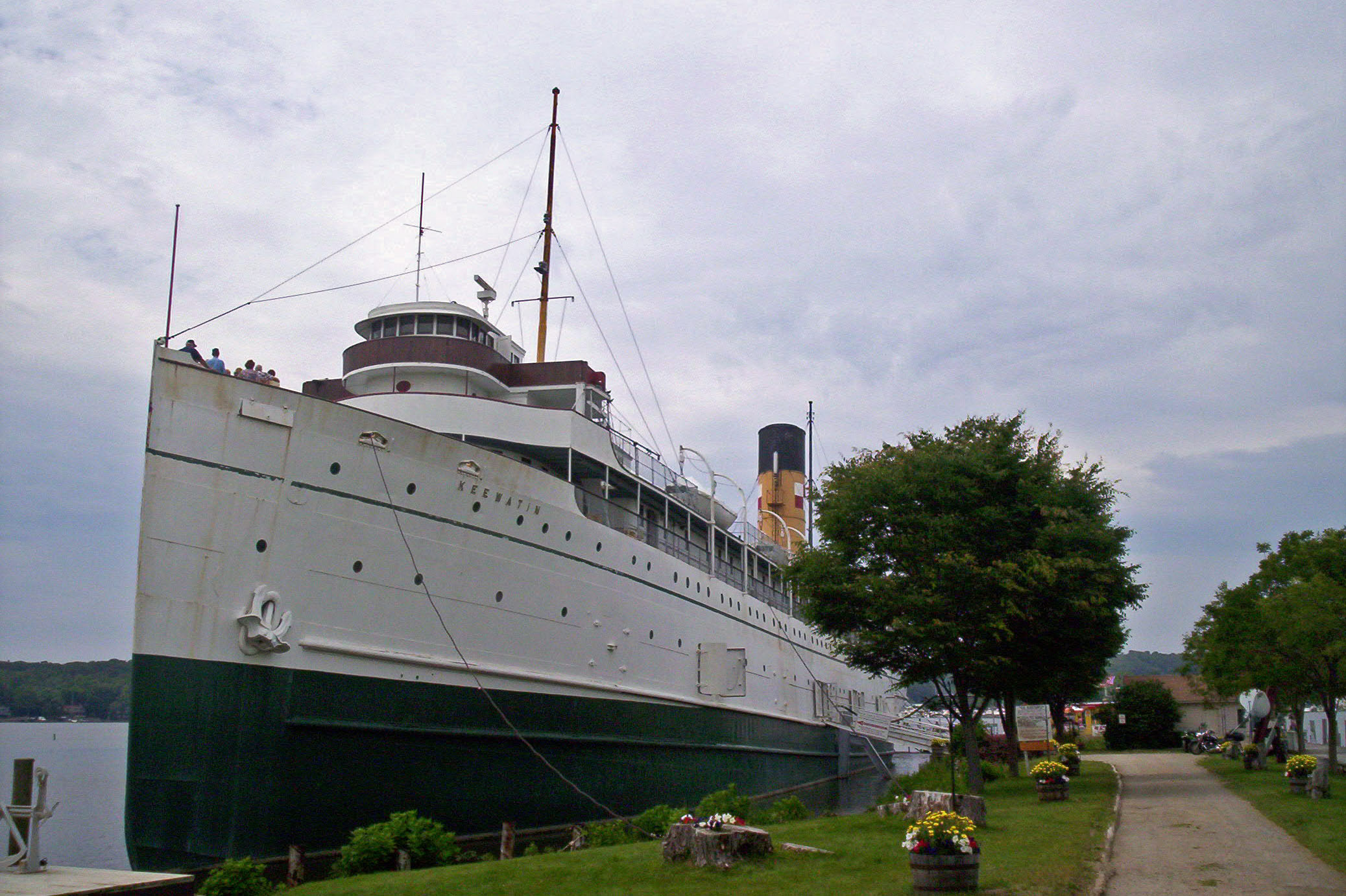
Keewatin en 2007